# Allocerus dilaticorne
Allocerus dilaticorne är en skalbaggsart som beskrevs av Hippolyte Louis Gory 1832. Allocerus dilaticorne ingår i släktet Allocerus och familjen långhorningar. Inga underarter finns listade i Catalogue of Life.